# 染色技能士
染色技能士（せんしょくぎのうし）とは、国家資格である技能検定制度の一種で、都道府県知事（問題作成等は中央職業能力開発協会、試験の実施等は都道府県職業能力開発協会）が実施する、染色に関する学科及び実技試験に合格した者をいう。
なお職業能力開発促進法により、染色技能士資格を持っていないものが染色技能士と称することは禁じられている。

## 区分
染色の中で糸浸染作業、型紙なせん作業、スクリーンなせん作業、染色補正作業、織物・ニット浸染作業に分かれる。

## 級別
糸浸染作業、型紙なせん作業、スクリーンなせん作業、染色補正作業、織物・ニット浸染作業ともに1級、2級の別がある。

## 実技作業試験内容

### 染色(糸浸染作業)
- 1級
  - 第1課題：染色データの再現作業を行う。
  - 第2課題：色合わせ作業を行う。
  - 第3課題：染色データの作成作業を行う。

試験時間：5時間30分
- 2級
  - 第1課題：染色データの再現作業を行う。
  - 第2課題：色合わせ作業を行う。
  - 第3課題：染色データの作成作業を行う。

試験時間：5時間30分

### 染色(型紙なせん作業)
- 1級
- 2級

### 染色(スクリーンなせん作業)
- 1級
- 2級

### 染色(染色補正作業)
- 1級
  - 第1課題：文様の消し作業を行う。
  - 第2課題：ぼかしの合わせ作業を行う。
  - 第3課題：小紋直し作業を行う。

試験時間＝5時間
- 2級
  - 第1課題：紋抜き作業を行う。
  - 第2課題：友禅地直し作業を行う。
  - 第3課題：汚れ落とし作業を行う。

試験時間＝4時間30分

### 染色(織物・ニット浸染作業)
- 1級
  - 第1課題：染色データの再現作業を行う。
  - 第2課題：色合わせ及び染色データ作成作業を行う。

試験時間＝5時間（バッチ染色）、4時間（連続染色）
- 2級
  - 第1課題：染色データの再現作業を行う。
  - 第2課題：色合わせ及び染色データ作成作業を行う。

試験時間＝5時間（バッチ染色）、4時間（連続染色）